# Montserrat Iniesta González
Montserrat Iniesta González és una antropòloga i museòloga catalana. Va ser la directora del Museu de les Cultures del Vi de Catalunya. Llicenciada en geografia i història, és doctorada en antropologia urbana i en museologia. Ha coordinat diversos projectes museològics, com el Museu de l'Aigua. Ha dut a terme diferents estades en centres museístics de França, Itàlia, Mèxic i el Canadà. El maig de 2017 va ser nomenada directora d'El Born Centre de Cultura i Memòria. El març de 2021 l'ICUB va anunciar que la rellevava de la direcció i obria un nou procés per escollir director del centre.